# 马克河 (巴伐利亚施瓦察赫河支流)
49°26′47″N 12°35′58″E / 49.44647°N 12.59941°E

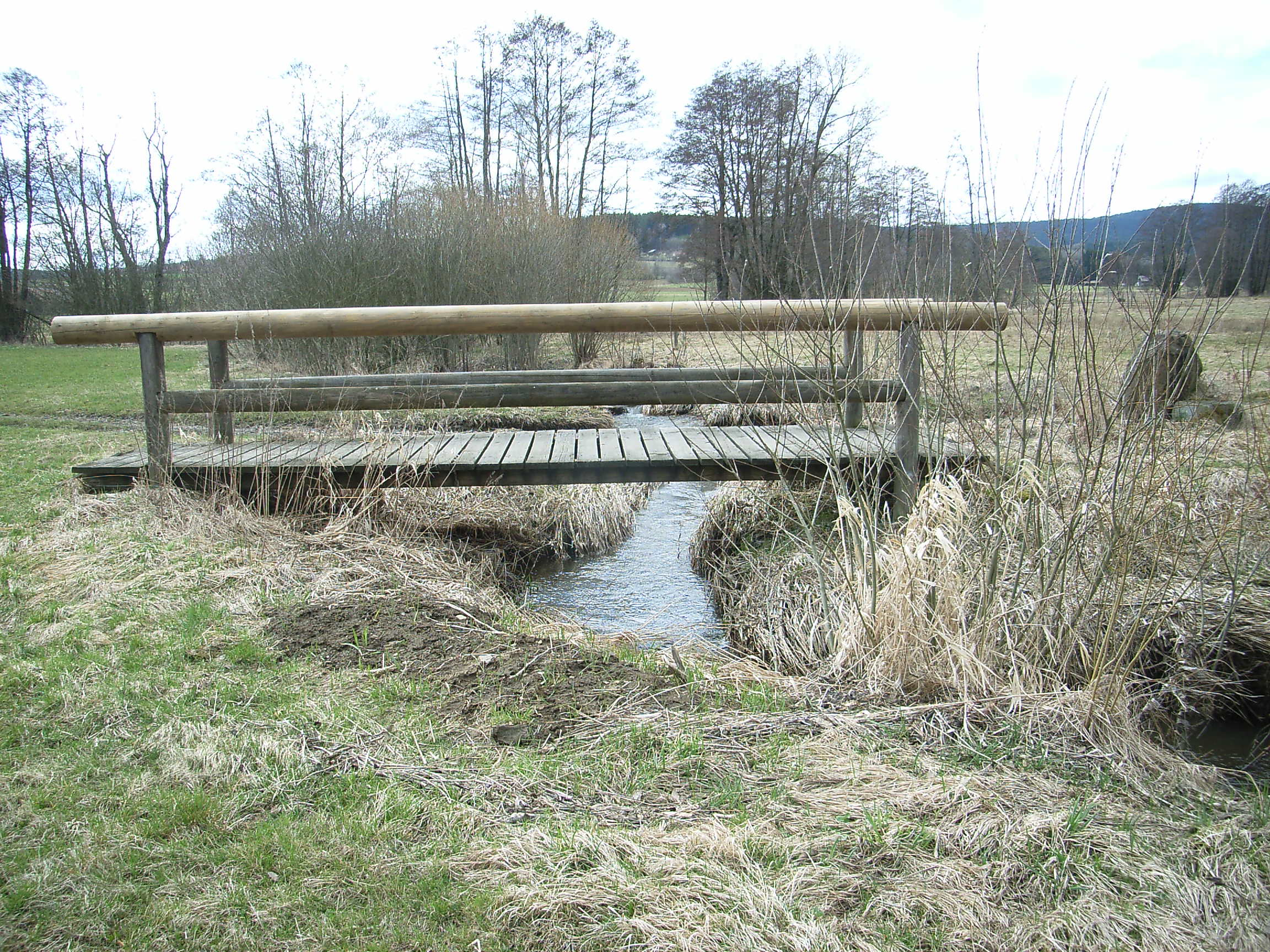

馬克河（德語：Markbach），是德國的河流，位於該國東南部，由巴伐利亞負責管轄，屬於巴伐利亚施瓦察赫河的右支流，河道全長5.7公里，流域面積7.3平方公里。